# Шарль Александр Лесюєр
Шарль Александр Лесюєр (фр. Charles Alexandre Lesueur, 1778—1846) — французький натураліст, художник і дослідник.

## Життєпис
Народився у 1788 році у Гаврі. У 1801 році він вирушив до Австралії разом з експедицією Ніколя Бодена, де виконував обов'язки художника. Після смерті зоолога експедиції Рене Моге, він разом з Франсуа Пероном взяв на себе обов'язки натураліста. Разом вони зібрали понад 100000 зоологічних зразків. У 1802 році він зробив єдині відомі замальовки чорного ему у природному середовищі існування (птах вимер в 1822 році).
У 1815-1837 роках жив в Сполучених Штатах. Спочатку оселився у Філадельфії. У 1833 році відвідав місто Венсен, штат Індіана, де він намалював перший відомий малюнок особняка, що належав Вільяму Генрі Гаррісону. У 1825-1837 роках Лесюєр жив у Нью-Гармоні, штат Індіана. Там він досліджував та замальовував представників місцевої фауни, брав участь у розкопках індіанських курганів. Всі знайдені ним зразки унікальних риб, тварин, мінералів, а також артефакти з індіанських могил відправляв до Франції, де вони залишаються досі.
Лесюєр повернувся до Франції в 1837 році. У Франції він продовжував свої наукові дослідження - почав створювати каталог своїх досліджень і художніх праць. Відзначений званням кавалера ордена Почесного легіону за свої довгі роки наукової праці. У березні 1846 року призначений хоронителем Музею природознавства у Гаврі (Musée d'Histoire Naturelle du Havre). Через дев'ять місяців раптово помер (12 грудня 1846) і був похований у Гаврі.

## Вшанування
На честь Лесюєра названа гора і Національний парк Лесюєра в Західній Австралії на північ від Перта.

### Епоніми
На честь Лесюєра названо один вид жаб та два види ящірок:
- Litoria lesueurii (A.M.C. Duméril & Bibron, 1841) (Hylidae)[3]
- Amalosia lesueurii (A.M.C. Duméril & Bibron, 1836) (Diplodactylidae)[4]
- Intellagama lesueurii (Gray, 1831) (Agamidae)[4]